# 黄幡神

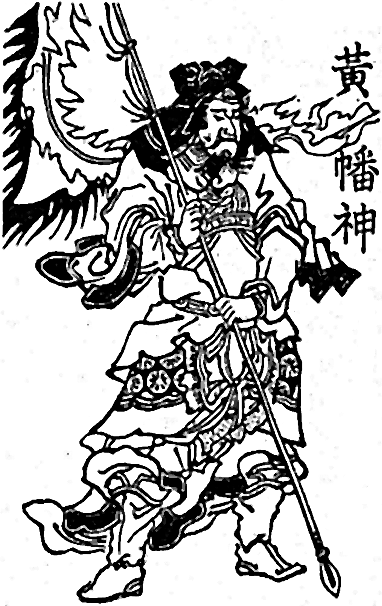
黄幡神

黄幡神（おうばんしん）は、九曜の1つである羅睺（らごう）を奉ったもので、集落の境や村の中心、村内と村外の境界や道の辻、三叉路などにおもに石碑の形態で祀られている。
現在は道祖神の様に村の守り神として信仰されているが、元々はインド神話に登場するラーフと呼ばれるアスラであり災害をもたらす神として恐れられた。日本に伝来してからは、日食を引き起こした神であるスサノオと習合した。
また、吉凶の方位を司る八将神（はっしょうじん）の一柱で、別名万物の墓の方といい、また兵乱の神ともいう。この方角に向かって土を動かすのは凶だが、武芸に関することは吉とされている。
習合の結果、神として分類されたが仏教、特に密教と深く結びついている神である。仏教での本地は摩利支天王とされる。

## 種類
見た目は道祖神と酷似しているが、以下の条件で識別可能。
1. 文字黄幡神
碑石に羅睺（黄幡）に関する漢字や梵語が刻まれた黄幡神。
2. 蛇頭黄幡神
不動明王の様に憤怒を表しており、頭には原型であるラーフを表す九頭の蛇が刻まれた黄幡神。
3. 日月黄幡神
羅睺（黄幡神）の左右もしくは上下に太陽と月を表す文字や絵が刻まれた黄幡神
習合したスサノオの性質を継承したものといわれる。
4. 日食（月食）黄幡神
羅睺（黄幡神）に日食もしくは月食を表す黒円（円の一部が黒い場合もあり）が刻まれた黄幡神。
日食・月食を引き起こす羅睺星の性質を表したものとされる
5. 蛇形黄幡神
羅睺（黄幡神）の姿が完全に蛇と化している黄幡神。
原型であるラーフを表したものとも、半身であるケートゥを表したものであるともいわれる。
6. 複合型黄幡神
上記の要素が組み合わさった黄幡神。

## 関連事項
- 九曜
- スサノオ
- ラーフ
- ケートゥ
- 日本の神の一覧